# Sandonà Calcio 1996-1997
Questa voce raccoglie le informazioni riguardanti il Sandonà Calcio nelle competizioni ufficiali della stagione 1996-1997.

## Rosa
| N. |                   | Ruolo | Calciatore         |
| -- | ----------------- | ----- | ------------------ |
|    | Italia (bandiera) | C     | Willy Baiana       |
|    | Italia (bandiera) | A     | Fabio Bazzani      |
|    | Italia (bandiera) | C     | Enrico Bonaldo     |
|    | Italia (bandiera) | D     | Alberto Burato     |
|    | Italia (bandiera) | P     | Daniele Cerretti   |
|    | Italia (bandiera) | D     | Gianfranco Cinetto |
|    | Italia (bandiera) | A     | Gabriele Dei Rossi |
|    | Italia (bandiera) | A     | Simone Facchini    |
|    | Italia (bandiera) | P     | Claudio Furlan     |
|    | Italia (bandiera) | C     | Giulio Giacomin    |

| N. |                   | Ruolo | Calciatore           |
| -- | ----------------- | ----- | -------------------- |
|    | Italia (bandiera) | C     | Walter Pasqualini    |
|    | Italia (bandiera) | D     | Luigi Russo          |
|    | Italia (bandiera) | A     | Marco Samaritani     |
|    | Italia (bandiera) | C     | Massimiliano Striuli |
|    | Italia (bandiera) | C     | Marco Tomaselli      |
|    | Italia (bandiera) | C     | Nicola Trangoni      |
|    | Italia (bandiera) | A     | Matteo Vianello      |
|    | Italia (bandiera) | D     | Davide Zanon         |
|    | Italia (bandiera) | C     | Giorgio Zanutta      |

## Risultati

### Campionato

#### Girone di andata
| 1º settembre 1996 1ª giornata | San Donà | 3 – 1 | Giorgione |  |

| 8 settembre 1996 2ª giornata | Livorno | 2 – 0 | San Donà |  |

| 15 settembre 1996 3ª giornata | San Donà | 1 – 0 | Massese |  |

| 22 settembre 1996 4ª giornata | Triestina | 3 – 0 | San Donà |  |

| 29 settembre 1996 5ª giornata | Pisa | 4 – 1 | San Donà |  |

| 6 ottobre 1996 6ª giornata | San Donà | 3 – 1 | Baracca Lugo |  |

| 13 ottobre 1996 7ª giornata | Ponsacco | 2 – 0 | San Donà |  |

| 20 ottobre 1996 8ª giornata | San Donà | 1 – 1 | Ternana |  |

| 3 novembre 1996 9ª giornata | San Donà | 4 – 1 | Iperzola |  |

| 10 novembre 1996 10ª giornata | Maceratese | 1 – 0 | San Donà |  |

| 17 novembre 1996 11ª giornata | San Donà | 3 – 1 | Forlì |  |

| 1º dicembre 1996 12ª giornata | Vis Pesaro | 2 – 1 | San Donà |  |

| 8 dicembre 1996 13ª giornata | San Donà | 0 – 0 | Tolentino |  |

| 15 dicembre 1996 14ª giornata | Arezzo | 1 – 0 | San Donà |  |

| 22 dicembre 1996 15ª giornata | San Donà | 0 – 1 | Pontedera |  |

| 29 dicembre 1996 16ª giornata | Fano | 0 – 0 | San Donà |  |

| 12 gennaio 1997 17ª giornata | San Donà | 0 – 0 | Rimini |  |

#### Girone di ritorno
| 19 gennaio 1997 18ª giornata | Giorgione | 0 – 2 | San Donà |  |

| 26 gennaio 1997 19ª giornata | San Donà | 0 – 3 | Livorno |  |

| 2 febbraio 1997 20ª giornata | Massese | 0 – 1 | San Donà |  |

| 9 febbraio 1997 21ª giornata | San Donà | 1 – 1 | Triestina |  |

| 16 febbraio 1997 22ª giornata | San Donà | 1 – 1 | Pisa |  |

| 23 febbraio 1997 23ª giornata | Baracca Lugo | 1 – 1 | San Donà |  |

| 2 marzo 1997 24ª giornata | San Donà | 1 – 1 | Ponsacco |  |

| 9 marzo 1997 25ª giornata | Ternana | 1 – 0 | San Donà |  |

| 16 marzo 1997 26ª giornata | Iperzola | 0 – 0 | San Donà |  |

| 29 marzo 1997 27ª giornata | San Donà | 0 – 0 | Maceratese |  |

| 6 aprile 1997 28ª giornata | Forlì | 0 – 1 | San Donà |  |

| 13 aprile 1997 29ª giornata | San Donà | 0 – 0 | Vis Pesaro |  |

| 20 aprile 1997 30ª giornata | Tolentino | 1 – 1 | San Donà |  |

| 27 aprile 1997 31ª giornata | San Donà | 0 – 0 | Arezzo |  |

| 4 maggio 1997 32ª giornata | Pontedera | 1 – 2 | San Donà |  |

| 11 maggio 1997 33ª giornata | San Donà | 0 – 2 | Fano |  |

| 15 maggio 1997 34ª giornata | Rimini | 1 – 0 | San Donà |  |